# Tito Ortiz
Jacob Christopher «Tito» Ortiz (Santa Ana, California; 23 de enero de 1975) es un artista marcial mixto y luchador de sumisión estadounidense retirado. Ortiz es conocido por su carrera en la Ultimate Fighting Championship (UFC), donde fue Campeón de peso semipesado de UFC, título que ostentó desde el 14 de abril de 2000 hasta el 26 de septiembre de 2003. Junto con luchadores como Randy Couture y Chuck Liddell, fue una de las primeras estrellas de este deporte. Ortiz se convirtió en la mayor atracción de pago por visión de 2006 por sus peleas con Liddell, Forrest Griffin y Ken Shamrock.  El 7 de julio de 2012, Ortiz se convirtió en el noveno miembro del Salón de la Fama de la UFC.
Ortiz es el CEO de la línea de equipamiento y ropa de MMA Punishment Athletics, que se encuentra en su ciudad natal de Huntington Beach, California.
El 5 de noviembre de 2020, Ortiz fue anunciado como uno de los ganadores de las Huntington Beach City Council election, convirtiéndose en Mayor pro tempore. Juró su cargo el 7 de diciembre de 2020, dimitió del ayuntamiento menos de seis meses después, el 1 de junio de 2021.
Ortiz debutó en el boxeo profesional el 11 de septiembre de 2021, en una derrota en el primer asalto ante el también excampeón de la UFC Anderson Silva.

## Primeros años
Ortiz es de ascendencia mexicano-estadounidense. Es el menor de cuatro hermanos nacidos de padre mexicano-estadounidense y madre estadounidense, y su mezcla se refleja en sus entradas a la jaula llevando dos banderas: la mexicana y la estadounidense. Ortiz tuvo una niñez difícil ya que sus padres eran adictos a la heroína, encontrando una salida en la lucha libre. A la edad de diecinueve años, Ortiz conoció a Paul Herrera, un entrenador asistente de lucha libre en el Golden West College. Herrera animó a Ortiz a asistir a Golden West, donde fue campeón del estado de California junior college y All-American durante dos años consecutivos antes de transferirse a Universidad Estatal de California en Bakersfield, donde continuó luchando pero nunca fue titular a tiempo completo. Ortiz también entrenó con el luchador de la UFC y compañero de lucha universitaria, Tank Abbott.
Después de su paso por Golden West, Ortiz luchó en el Cal State Bakersfield. Ortiz entrenó con el futuro Campeón de la NCAA, Mundial y del Super Bowl Stephen Neal. Ortiz ha escrito un libro llamado "Esto va a doler - La vida de un campeón de Artes Marciales Mixtas".
Ortiz tuvo éxito como un luchador de presentación y en el 2000, compitió en el torneo de Abu Dhabi Presentación de Lucha Libre, en división de menores de 99kg. Ortiz acabó en tercera posición después de ganar 4 peleas antes de perder en la semifinal por decisión ante Ricardo Arona. Durante el torneo derrotó a Matt Hughes, Mike van Arsdale, Rumina Sato y Borysenko Rostyslav.

## Carrera como artista marcial mixto

### Ultimate Fighting Championship
Antes de su carrera en UFC, Ortiz fue compañero de entrenamiento de Tank Abbott. El debut de Tito fue en UFC 13 en 1997. Aún en la universidad, Ortiz compitió como amateur. Venció a Wes Albritton en una pelea alternativa. Ortiz derrotó a Wanderlei Silva por el título vacante de peso semipesado en UFC 25 por decisión unánime. Defendió su cinturón cinco veces antes de perderlo con Randy Couture en UFC 44. En febrero de 2005, Ortiz se tomó un tiempo fuera de la UFC y se le ofreció trato de varias promociones, incluyendo PRIDE Fighting Championships libre profesional, firma con Total Nonstop Action Wrestling como un árbitro.
En noviembre de 2005, Dana White anunció que Ortiz y Ken Shamrock serán entrenadores de The Ultimate Fighter 3, series de televisión realidad en Spike TV, que se estrenó en abril de 2006. la primera pelea de Ortiz en su regreso se produjo en el UFC 59 el 15 de abril de 2006 contra el anterior ganador de The Ultimate Fighter 1 Forrest Griffin. Ortiz ganó por decisión dividida. Su siguiente pelea vez en esta lucha, que fue detenido en el primer asalto debido a golpes. revancha de Ortiz con Chuck Liddell (por el campeonato de peso semipesado de UFC) en UFC 66 (30 de diciembre de 2006) terminó en una derrota por medio de paro del árbitro en el tercer round.
Luego luchó contra el invicto The Ultimate Fighter 2 Rashad Evans ganador el 7 de julio de 2007 en UFC 73. La lucha terminó en un empate después de que Ortiz fue penalizado por agarrar de la valla. La última pelea de Ortiz de su contrato con UFC fue una derrota por decisión unánime al invicto Lyoto Machida en el UFC 84 el 24 de mayo de 2008. Los tres jueces dieron puntuación para la lucha 30-27 a favor de Machida. Ortiz estuvo a punto de ganar por submisión a Machida en el tercer asalto con un triángulo antes de pasar a una armbar. Sin embargo, Machida logró escapar y sobrevivió al asalto, ganando por decisión unánime de los jueces. La lucha concluyó la estancia de Ortiz con la promoción que decidió no volver a firmar, citando su frustración con el presidente de UFC Dana White -como un factor importante en la decisión.

### Saliendo de la UFC
Después de salir de la UFC, Ortiz fue abordado por múltiples promociones, incluyendo la ya desaparecida EliteXC, Aflicción y Liga de Lucha Estadounidense. Sin embargo, una cláusula en su viejo contrato de UFC le prohibió firmar o luchar con cualquier otra organización hasta aproximadamente abril-junio de 2009. Hasta su regreso a la UFC, Ortiz fue considerado como el mayor agente libre en el mercado.
El 6 de octubre de 2008, Ortiz se sometieron a cirugía de la espalda en Las Vegas, Nevada. De acuerdo con su página web, que había estado experimentando dolor de espalda desde su pelea con Randy Couture.
El miércoles, 17 de diciembre de 2008, Affliction Entertainment anunció que Ortiz sería parte del equipo de transmisión para el Affliction: Day of Reckoning. Ortiz había dicho que lucharía de nuevo en agosto de 2009, pero esto no ocurrió.

### De vuelta a UFC
Como parte de su regreso a la UFC, Ortiz comenzó a entrenar con su instructor original de Jiu-Jitsu brasileño y Judo Cleber Luciano estudiante de Royler Gracie. Ortiz originalmente entrenó brevemente con Luciano en 1997, cuando todavía era un estudiante en el Golden West College.
El 17 de julio de 2009, Ortiz y Dana White declararon que la pareja había hecho las paces. Una semana después, White anunció que volvía a contratar a Tito. Ortiz declaró que regresaba para un acuerdo de seis peleas que él y White habían acordado. White anunció oficialmente el regreso de Ortiz en una conferencia telefónica el 31 de julio de 2009. White mencionó que «todo el mundo quiere ver a Tito pelear» y «Tito se retirará en la UFC». Mark Coleman fue nombrado como el oponente de Ortiz para su regreso al octágono en UFC 106. Sin embargo, Coleman se retiró de este combate debido a una rotura de segundo grado de su MCL, y fue sustituido por Forrest Griffin.
Debido a una enfermedad del Campeón de los pesos pesados de la UFC, Brock Lesnar, la pelea de Ortiz con Griffin fue promovida a cabeza de cartel del UFC 106. Griffin ganó la pelea por decisión dividida, mostrando una habilidad de golpeo superior. Aunque Ortiz pudo conseguir derribos en el primer y segundo asalto, Griffin mostró una considerable mejoría desde su primera pelea y mantuvo el combate en pie durante todo el tercero, lo que le llevó a la victoria por decisión dividida.
El 5 de diciembre, se anunció que Ortiz sería el entrenador del 11.ª temporada de The Ultimate Fighter, siendo el entrenador contrario Chuck Liddell. Estaba programado para luchar contra Liddell de nuevo por tercera vez al final de la temporada y más tarde se retiró de la pelea. El 7 de abril de 2010, el presidente de la UFC, Dana White, dijo que Liddell vs. Ortiz 3 estaba programado para ser el evento principal de UFC 115. Sin embargo, el 12 de abril de 2010, la UFC confirmó que el evento principal de la cartelera sería Liddell vs. Rich Franklin.
Ortiz luchó contra Matt Hamill el 23 de octubre de 2010, en UFC 121. Hamill fue la primera elección de Ortiz durante la tercera temporada de Ultimate Fighter. Ortiz perdió la pelea por decisión unánime.
El presidente de la UFC, Dana White, insinuó la posible salida de Tito Ortiz de la UFC en una entrevista posterior al combate después de UFC 121 afirmando que «todos sabemos lo que pasa cuando los chicos pierden cuatro peleas en la UFC». Sin embargo, no había habido ninguna declaración oficial que lo confirmara. El 7 de noviembre, en una respuesta a un fan a través de su Twitter, Ortiz afirmó que volvería a pelear en la UFC.
Se esperaba que Ortiz se enfrentara a Antônio Rogério Nogueira el 26 de marzo de 2011, en UFC Fight Night 24. El presidente de la UFC, Dana White, dijo que esperaba despedir a Ortiz de la UFC tras su derrota ante Hamill, pero decidió darle una última oportunidad contra Nogueira. Ortiz recibió un corte sobre el ojo y una conmoción cerebral mientras entrenaba para su pelea con Nogueira y se vio obligado a retirarse. Fue sustituido por Phil Davis.
Ortiz se enfrentó a Ryan Bader el 2 de julio de 2011, en UFC 132. Llegando como un gran perdedor, con su carrera en la UFC en juego (a pesar de declarar que en sus 5 peleas anteriores, había estado plagado de lesiones), Ortiz dejó caer a Bader con golpes y lo sometió usando un estrangulamiento de guillotina a 1:56 de la primera ronda, asegurando así su primera victoria desde 2006 y salvando su carrera en la UFC. La victoria le valió una bonificación de 75.000 dólares «Sumisión de la noche».
En una revancha contra Rashad Evans el 6 de agosto de 2011, en UFC 133, en la que sustituyó a un lesionado Phil Davis con dos semanas de preaviso, Ortiz perdió en el segundo asalto por TKO vía golpes, a pesar de que estuvo a punto de acabar con Evans en el primer asalto con una guillotina. A pesar de la derrota, esta pelea le valió un premio de 70.000 dólares a la Pelea de la noche.
Ortiz se enfrentó a Antônio Rogério Nogueira el 10 de diciembre de 2011, en UFC 140. Perdió el combate por TKO en el primer asalto. Él declararía después de la pelea que había sufrido una lesión en el cuello antes de la pelea, pero decidió luchar de todos modos con la esperanza de llevar a los aficionados una victoria.
Ortiz declaró entonces que se retiraría después de su próxima pelea, la última de su contrato, contra Forrest Griffin en UFC 148.
Ortiz se enfrentó a Forrest Griffin por tercera vez el 7 de julio de 2012, en UFC 148. Ortiz fue incluido en el Salón de la Fama de la UFC antes de su último combate. Perdió en una actuación ganadora de la Pelea de la Noche de 75.000 dólares (a pesar de conseguir 2 derribos y 2 derribos frente a los cero de Griffin).

### Breve retiro
Tras su derrota ante Griffin, Ortiz se retiró de las MMA y creó una empresa de gestión, Primetime 360 Entertainment & Sports Management Inc. El equipo de gestión recogería Cristiane «Cyborg» Justino como su primer cliente de alto perfil. Salió de su retiro para luchar en Bellator MMA. El 14 de febrero de 2014, Ortiz dejó de ser mánager de Cristiane «Cyborg» Justino.

### Bellator MMA
El 31 de julio de 2013, se anunció que Ortiz saldría de su retiro para enfrentarse a su antiguo compañero de entrenamiento y también excampeón de peso semipesado de la UFC Quinton Jackson el 2 de noviembre de 2013, en Bellator 106. Sin embargo, el 25 de octubre, se anunció que Ortiz sufrió una lesión en el cuello y tuvo que retirarse de su pelea con Jackson. A pesar de tener que lidiar con otra lesión, Ortiz dijo que seguiría centrado en un regreso a la jaulay luego el presidente de Bellator, Bjorn Rebney, dijo que todavía querían ver a Ortiz competir en su organización.
Ortiz se enfrentó al campeón de peso medio de Bellator Alexander Shlemenko, en un combate de peso semipesado, en su debut en Bellator el 17 de mayo de 2014, en Bellator 120. Ganó por sumisión en el primer asalto. En su discurso de victoria, se mostró despectivo con la UFC por los intentos de la compañía de eliminarlo de su historia, calificándolos de «gilipolleces» y afirmó que «vivirá en la memoria de las MMA para siempre».
Ortiz se enfrentó al también miembro del Salón de la Fama de la UFC Stephan Bonnar el 15 de noviembre de 2014, en Bellator 131. Ganó por decisión dividida.
El 19 de junio de 2015, se anunció que Ortiz se enfrentaría a Liam McGeary por el campeonato de peso semipesado de Bellator. El combate finalmente tuvo lugar el 19 de septiembre de 2015, en Bellator 142: Dynamite 1. Ortiz perdió la pelea vía estrangulamiento por triángulo invertido en el primer asalto.
En su cuarta pelea para la promoción, Ortiz se enfrentó al también veterano de UFC Chael Sonnen el 21 de enero de 2017, en el evento principal de Bellator 170. Antes del combate Ortiz anunció que este sería su último combate de artes marciales mixtas. Ganó vía rear-naked choke en el primer round.

## Carrera como luchador profesional
En mayo de 2005, Ortiz hizo una aparición para la promoción de lucha libre profesional Total Nonstop Action Wrestling (TNA). El 15 de mayo de 2005, en Hard Justice Ortiz actuó como árbitro invitado especial en el combate por el título NWA World Heavyweight Championship entre el campeón Jeff Jarrett y el retador A.J. Styles a instancias del Director de Autoridad Dusty Rhodes. Dusty Rhodes. La conclusión del combate vio a Ortiz noquear a Jarrett con un gancho de derecha después de que Jarrett le empujara, lo que permitió a Styles golpear su «Spiral Tap» para el pinfall victoria y reclamar el NWA World Heavyweight Championship. Ortiz regresó a TNA en la edición del 1 de octubre de TNA Impact! y a la semana siguiente fue revelado como el árbitro invitado especial para el combate por el NWA World Heavyweight Championship entre Jeff Jarrett y Kevin Nash en el pay-per-view Bound for Glory, en un segmento, donde agarró al aspirante número uno Nash en un rear naked choke para evitar que se peleara con Jarrett. El 23 de octubre en Bound for Glory Ortiz arbitró el combate por el título entre Jarrett y Rhino, sustituto de última hora de Nash. El combate terminó con Ortiz noqueando a America's Most Wanted (Chris Harris y James Storm), dos de los socios de Jarrett que intentaron interferir en el combate, y luego contó el pinfall de Rhino para coronarlo nuevo Campeón Mundial de Peso Pesado de la NWA.

## Carrera como boxeador
Ortiz debutó en el boxeo profesional contra el ex Campeón de peso medio de la UFC Anderson Silva el 11 de septiembre de 2021. Perdió por nocaut en el primer asalto.

## Ayuntamiento de Huntington Beach (2020-2021)
En 2020, Ortiz se postuló para un escaño en el consejo municipal de su ciudad natal, Huntington Beach, con la intención de convertirse finalmente en alcalde. (Huntington Beach no elige alcaldes directamente, sino que el alcalde es elegido entre los miembros del consejo municipal). El 5 de noviembre de 2020, Ortiz fue elegido como uno de los ganadores de los escaños vacantes. El 7 de diciembre de 2020, Ortiz juró su cargo como alcalde Pro Tempore de Huntington Beach.

### Permanencia
El 30 de noviembre de 2020, Ortiz lideró una «rompe el toque de queda» protesta contra las normas COVID-19 en el muelle de Huntington Beach.
En mayo de 2021, salió a la luz que Ortiz había solicitado el desempleo en febrero de 2021 a pesar de no estar desempleado ni subempleado.
Ortiz dimitió del ayuntamiento el 1 de junio de 2021 tras menos de seis meses en el cargo.

## Vida personal
Ortiz tiene un hijo producto de su matrimonio con su exesposa, Kristen.
En 2006, comenzó a salir con la exactriz porno Jenna Jameson a quien conoció en Myspace. El 12 de noviembre de 2006 canceló su aparición como invitado de honor en el baile del Cuerpo de Marines de los Estados Unidos en San Diego, California ya que no se le permitió llevar a Jameson como su invitada debido a su carrera de estrella del porno. El 30 de noviembre de 2006, en una entrevista en El Show de Howard Stern, Ortiz indicó que él estaba enamorado de Jameson, que ella ya no estaba actuando en la pornografía y que mantenían una relación monógama.
Jameson presentó a Ortiz y habló sobre su relación en el 2008 durante los Premios AVN Adult Movie. Ella también hizo breves apariciones en dos episodios de The Apprentice ayudando a Ortiz con las tareas asignadas en esos capítulos.
Ortiz anunció en agosto de 2008 que él y Jameson esperaban gemelos en abril del 2009. El 16 de marzo de 2009 Jameson dio a luz a los gemelos Jesse Jameson Ortiz y Journey Jett Ortiz. Jesse pesó 4 libras y Journey 4 libras y 11 gramos. Ortiz y Jameson se divorciaron en 2013.
Tiene su propia línea de ropa, "Punishment Athletics".

## Campeonatos y logros
- Ultimate Fighting Championship
  - Salón de la Fama de UFC
  - Campeón de Peso Semipesado de UFC (Una vez)
  - Torneo de Peso Semipesado de UFC 13 (Subcampeón)
  - Pelea de la Noche (Cuatro veces)
  - KO de la Noche (Una vez)
  - Sumisión de la Noche (Una vez)
  - Más peleas en la historia de UFC (27)
  - Segundo en número de victorias en la división de Peso Semipesado (15)

## Registro en artes marciales mixtas
| Resultado | Récord  | Oponente                 | Método                              | Evento                                  | Fecha                    | Ronda | Tiempo | Localización          | Notas                                                              |
| --------- | ------- | ------------------------ | ----------------------------------- | --------------------------------------- | ------------------------ | ----- | ------ | --------------------- | ------------------------------------------------------------------ |
| Victoria  | 21–12–1 | Alberto Del Rio          | Sumisión (rear-naked choke)         | Combate Americas 51: Tito vs. Alberto   | 7 de diciembre de 2019   | 1     | 3:10   | McAllen, Texas        |                                                                    |
| Victoria  | 20–12–1 | Chuck Liddell            | KO (golpes)                         | Golden Boy MMA: Lidell vs Ortiz 3       | 24 de noviembre de 2018  | 1     | 4:24   | Inglewood, California | Debut en Golden Boy MMA.                                           |
| Victoria  | 19–12–1 | Chael Sonnen             | Sumisión (Rear naked choke)         | Bellator 170                            | 21 de enero de 2017      | 1     | 2:02   | Inglewood, California |                                                                    |
| Derrota   | 18–12–1 | Liam McGeary             | Sumisión (triangle choke invertido) | Bellator 142                            | 19 de septiembre de 2015 | 1     | 4:41   | San José, California  | Por el Campeonato de Peso Semipesado de Bellator.                  |
| Victoria  | 18–11–1 | Stephan Bonnar           | Decisión (dividida)                 | Bellator 131                            | 15 de noviembre de 2014  | 3     | 5:00   | San Diego, California |                                                                    |
| Victoria  | 17–11–1 | Alexander Shlemenko      | Sumisión (arm-triangle choke)       | Bellator 120                            | 17 de mayo de 2014       | 1     | 2:27   | Southaven, Misisipi   |                                                                    |
| Derrota   | 16–11–1 | Forrest Griffin          | Decisión (unánime)                  | UFC 148                                 | 7 de julio de 2012       | 3     | 5:00   | Nevada                | Pelea de la Noche.                                                 |
| Derrota   | 16–10–1 | Antônio Rogério Nogueira | TKO (golpes y codazos al cuerpo)    | UFC 140                                 | 10 de diciembre de 2011  | 1     | 3:15   | Toronto               |                                                                    |
| Derrota   | 16–9–1  | Rashad Evans             | TKO (rodillazo al cuerpo y golpes)  | UFC 133                                 | 6 de agosto de 2011      | 2     | 4:48   | Pensilvania           | Pelea de la Noche.                                                 |
| Victoria  | 16–8–1  | Ryan Bader               | Sumisión (guillotine choke)         | UFC 132                                 | 2 de julio de 2011       | 1     | 1:56   | Nevada                | Sumisión de la Noche.                                              |
| Derrota   | 15–8–1  | Matt Hamill              | Decisión (unánime)                  | UFC 121                                 | 23 de octubre de 2010    | 3     | 5:00   | California            |                                                                    |
| Derrota   | 15–7–1  | Forrest Griffin          | Decisión (dividida)                 | UFC 106                                 | 21 de noviembre de 2009  | 3     | 5:00   | Nevada                |                                                                    |
| Derrota   | 15–6–1  | Lyoto Machida            | Decisión (unánime)                  | UFC 84                                  | 24 de mayo de 2008       | 3     | 5:00   | Nevada                |                                                                    |
| Empate    | 15–5–1  | Rashad Evans             | Empate (unánime)                    | UFC 73                                  | 7 de julio de 2007       | 3     | 5:00   | California            | Ortiz fue sancionado con un punto por agarrar la jaula.            |
| Derrota   | 15–5    | Chuck Liddell            | TKO (golpes)                        | UFC 66                                  | 30 de diciembre de 2006  | 3     | 3:59   | Nevada                | Por el Campeonato de Peso Semipesado de UFC; Pelea de la Noche.    |
| Victoria  | 15–4    | Ken Shamrock             | TKO (golpes)                        | Ortiz vs. Shamrock 3: The Final Chapter | 10 de octubre de 2006    | 1     | 2:22   | Florida               | KO de la Noche.                                                    |
| Victoria  | 14–4    | Ken Shamrock             | TKO (codazos)                       | UFC 61                                  | 8 de julio de 2006       | 1     | 1:18   | Nevada                |                                                                    |
| Victoria  | 13–4    | Forrest Griffin          | Decisión (dividida)                 | UFC 59                                  | 15 de abril de 2006      | 3     | 5:00   | California            | Pelea de la Noche; Pelea del Año (2006).                           |
| Victoria  | 12–4    | Vitor Belfort            | Decisión (dividida)                 | UFC 51                                  | 5 de febrero de 2005     | 3     | 5:00   | Nevada                |                                                                    |
| Victoria  | 11–4    | Patrick Côté             | Decisión (unánime)                  | UFC 50                                  | 22 de octubre de 2004    | 3     | 5:00   | Nueva Jersey          |                                                                    |
| Derrota   | 10–4    | Chuck Liddell            | KO (golpes)                         | UFC 47                                  | 2 de abril de 2004       | 2     | 0:38   | Nevada                |                                                                    |
| Derrota   | 10–3    | Randy Couture            | Decisión (unánime)                  | UFC 44                                  | 26 de septiembre de 2003 | 5     | 5:00   | Nevada                | Perdió el Campeonato de Peso Semipesado de UFC.                    |
| Victoria  | 10–2    | Ken Shamrock             | TKO (parada del equipo)             | UFC 40                                  | 22 de noviembre de 2002  | 3     | 5:00   | Nevada                | Defendió el Campeonato de Peso Semipesado de UFC.                  |
| Victoria  | 9–2     | Vladimir Matyushenko     | Decisión (unánime)                  | UFC 33                                  | 28 de septiembre de 2001 | 5     | 5:00   | Nevada                | Defendió el Campeonato de Peso Semipesado de UFC.                  |
| Victoria  | 8–2     | Elvis Sinosic            | TKO (golpes y codazos)              | UFC 32                                  | 29 de junio de 2001      | 1     | 3:32   | Nueva Jersey          | Defendió el Campeonato de Peso Semipesado de UFC.                  |
| Victoria  | 7–2     | Evan Tanner              | KO (slam)                           | UFC 30                                  | 23 de febrero de 2001    | 1     | 0:30   | Nueva Jersey          | Defendió el Campeonato de Peso Semipesado de UFC.                  |
| Victoria  | 6–2     | Yuki Kondo               | Sumisión (cobra choke)              | UFC 29                                  | 16 de diciembre de 2000  | 1     | 1:51   | Tokio                 | Defendió el Campeonato de Peso Semipesado de UFC.                  |
| Victoria  | 5–2     | Wanderlei Silva          | Decisión (unánime)                  | UFC 25                                  | 14 de abril de 2000      | 5     | 5:00   | Tokio                 | Ganó el Campeonato de Peso Semipesado de UFC.                      |
| Derrota   | 4–2     | Frank Shamrock           | Sumisión (golpes)                   | UFC 22                                  | 24 de septiembre de 1999 | 4     | 4:42   | Luisiana              | Por el Campeonato de Peso Semipesado de UFC; Pelea del Año (1999). |
| Victoria  | 4–1     | Guy Mezger               | TKO (golpes)                        | UFC 19                                  | 5 de marzo de 1999       | 1     | 9:56   | Misisipi              |                                                                    |
| Victoria  | 3–1     | Jerry Bohlander          | TKO (corte)                         | UFC 18                                  | 8 de enero de 1999       | 1     | 14:31  | Luisiana              |                                                                    |
| Victoria  | 2–1     | Jeremy Screeton          | Sumisión (rodillazos)               | NHB 1                                   | 8 de diciembre de 1998   | 1     | 0:16   | California            |                                                                    |
| Derrota   | 1–1     | Guy Mezger               | Sumisión (guillotine choke)         | UFC 13                                  | 30 de mayo de 1997       | 1     | 3:00   | Georgia               |                                                                    |
| Victoria  | 1–0     | Wes Albritton            | TKO (golpes)                        | UFC 13                                  | 30 de mayo de 1997       | 1     | 0:31   | Georgia               | UFC Debut.                                                         |